# Armand Deumi
Armand Deumi Tchami (* 12. März 1979 in Douala) ist ein ehemaliger kamerunischer Fußballspieler.

## Karriere
Armand Deumi begann seine Karriere bei den Vereinen UCB Doula und Kadji Sport Academy de Douala. Im Jahr 1999 wechselte er zu dem Schweizer Fußballverein FC Sion und 2002 zu FC Thun. Durch seine Spielweise avancierte er zum Publikumsliebling. Während der Saison 2003/04 fiel er aufgrund eines Kreuzbandrisses aus. Als FC Thun ein Jahr später bei der Champions League den 3. Gruppenplatz erzielte, galt Deumi als einer der besten Verteidiger des Schweizer Fußballs. Im Juni 2007 wurde bekannt, dass Deaumi einen Dreijahresvertrag mit Gaziantepspor unterschrieb. 2010 wechselte er zu dem türkischen Verein Kardemir Karabükspor, wo er aktuell bis 2013 unter Vertrag steht.
Mit seinem Vertragsende zum Sommer 2013 verließ Deumi Karabükspor und wechselte zum Zweitligisten Gaziantep Büyükşehir Belediyespor.